# Valeria Bufanu

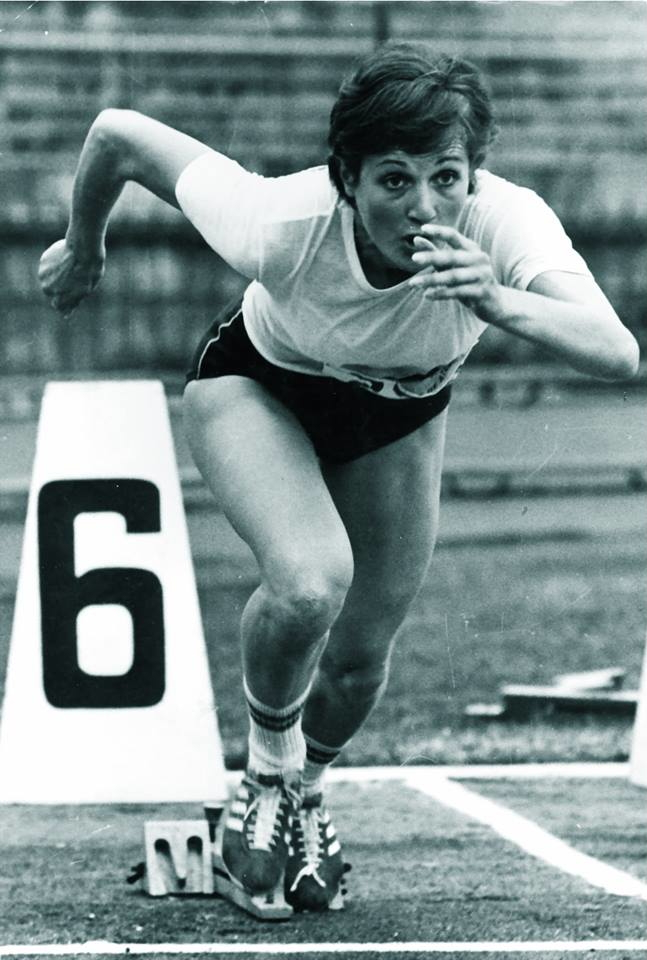
Valeria Bufanu

Valeria Bufanu (verheiratete Ștefănescu; * 7. Oktober 1946 in Bacău) ist eine ehemalige rumänische Leichtathletin, die vor allem im Hürdenläuferin und im Weitsprung antrat.
Bufanu gewann bei den rumänischen Meisterschaften 1970 und 1971 die Goldmedaille im 100-Meter-Lauf sowie die Goldmedaille im 100-Meter-Hürdenlauf 1967 bis 1971 in ununterbrochener Folge. Im 400-Meter-Hürdenlauf gewann sie 1969 die Goldmedaille. Auch gewann sie 1970 die Goldmedaille im Fünfkampf.
Bei den Olympischen Spielen 1968 erreichte sie über 80 m Hürden das Halbfinale. 1972 in München wurde diese Disziplin durch den 100-Meter-Hürdenlauf ersetzt, bei dem sie die Silbermedaille hinter Annelie Ehrhardt und vor Karin Balzer gewann (beide DDR). Im Weitsprung schied sie ohne gültigen Versuch aus. Bei den Olympischen Spielen 1976 wurde sie über 100 m Hürden Siebte.
Nationale Meisterin wurde sie 1970 und 1971 im 100-Meter-Lauf, von 1967 bis 1971 sowie 1976 über 100 m Hürden, 1969 über 400 m Hürden und 1970 im Fünfkampf.